# 구글의 제품 목록
다음은 구글에서 제공하는 제품을 기술한 목록이다ㆍ

## 웹 기반 제품

### 검색 도구
웹 브라우저를 통해 사용이 가능한 제품이다.
- 구글 검색 : 웹 검색엔진이다. 구글의 중요한 프로젝트이다.
  - 페이지 랭크 : 검색 알고리즘
  - 스냅샷
  - 검색 엔진 최적화
  - 검색 기능
  - 다중 언어
- Accessible Search : 시각장애인을 위한 기능이다.
- 구글 알리미
- 블로그 검색 : 발행한 글에 대해서 검색이 되며, 발행한 글의 삭제가 원천적으로 불가능하다.
- 구글 북스
- 구글 커스텀 서치
- 디렉토리
- Experimental Search
- 구글 파이낸스
- 구글 그룹스
- 핫팟
- 구글 이미지 검색
- 언어 도구
- Life Search
- 무비스
- 구글 뉴스
- 구글 뉴스 아카이브
- Google Patent Search
- 구글 스키마
- 구글 학술 검색
- 구글 쇼핑
- SMS
- 제안
- 구글 비디오 : 비디오 검색 엔진, 2012년 8월 20일부터 이용 및 업로드금지
- 보이스 로컬 서치
- 웹 히스토리
- 지식 그래프

### 광고 서비스
- 애드몹
- 구글 애드센스
- 애드워즈 익스프레스
- 구글 증명 프로그램
- 더블클릭
- 구글 그랜트
- TV Ads
- Google Website Optimizer
- 미보

### 커뮤니케이션 & 퍼블리싱
- 피드버너
- 구글 3D 웨어하우스
- 구글 앱스
- 블로거 : 블로그 서비스
- 구글 북마크
- Boutiques
- 구글 비지니스 솔루션
- 구글 캘린더
- 구글 문서도구
- 구글 드라이브 : 클라우드 서비스
- 구글 포토
- 구글 프랜드 컨넥트
- Gmail
- 구글플러스 : 소셜 네트워크 서비스
- Marratech e-Meeting
- 오르컷 : 소셜 네트워크 서비스
- 파노라미오
- 피카사 웹 앨범
- 구글 프로필
- Questions and Answers
- 구글 사이트 : 웸 사이트 제작 도구
- SMS 채널 (인도 한정)
- Speak To Tweet
- 구글 보이스 (미국 한정) : 인터넷 전화, 문자 전송
- 구글 폰트
- 유튜브 : 동영상
- 오토드로우:인공지능
- 퀵드로우:인공지능

### 개발 도구
- AngularJS
- 구글 앱 엔진
- 구글 클로저 툴
- 구글 코드
- 다트
- Go
- 오픈 소셜
- 페이지 스피드
- 구글 스위피
- 구글 웹 툴킷
- 구글 웹 마스터 도구
- Google Developer

### 지도 관련 제품
- 구글 빌딩 메이커
- 구글 맵 메이커
- 구글 지도 : 위성에서 제공된 이미지를 토대로 작성된 지도를 보여주는 서비스이다. 일부 지역에 대해서는 운전 정보, 지역 정보를 제공하기도 한다.
  - 구글 스트리트뷰
- 구글 지도 Coordinate
- 구글 마르스
- 구글 문
- 구글 트랜싯
- Zygote 바디 : 인체 해부 프로그램

### 통계 도구
- 구글 애널리틱스
- Correlate
- 구글 퓨전 테이블
- 구글 인사이트 for 검색
- 구글 리파인
- 트렌달라이저
- 구글 트렌드
- Zeitgeist

## 운영 체제
- 안드로이드
- 구글 크롬 OS
- 구글 TV

## 데스크톱 프로그램
- AdWords Editor: 구글 애드워즈 계정 사용자들의 관리를 위한 데스크톱 응용 프로그램이다. 온라인 서비스와 동기화하기 전에 계정과 광고 캠페인들을 수정할 수 있다.
- 구글 크롬 : 웹 브라우저.
- 구글 어스 : 위성 이미지, 항공사진, GIS를 이용해 3D로 표현하는 가상 지구본이다.
- Gmail 알리미 : Gmail에 새로운 메일이 오면 알려준다.
- 구글 IME
- 구글 일본어 IME
- 피카사 : 사진 관리, 편집 프로그램
- 피카사 웹 앨범 업로더 : 이미지를 "피카사 웹 앨범"에 올리는 것을 도와주는 프로그램. 아이포토 플러그인으로도 지원한다.
- 구글 핀인 : 중국어 핀인 IME
- 퀵 서치 박스
- 구글 와이파이
- 스케치업 : 직관적인 독특한 드래그 인터페이스 및 구글 어스와 호환성이 있는 간단한 3D 스케치 프로그램이다.
- 구글 툴바
- Visigami

## 모바일 제품

### 온라인 모바일 제품
- 블로거 모바일 : 일부 미국과 캐나다만 사용 가능
- 구글 캘린더
- 구글 문서도구
- Gmail
- 지도 네비게이션 : 사용 가능한 나라는 미국, 캐나다, 영국, 아일랜드, 프랑스, 이탈리아, 독일, 스페인, 네덜란드, 덴마크, 오스트리아, 스위스, 오스트레일리아, 벨기에이다.
- IGoogle
- 구글 위치찾기
- Mobilizer
- 구글 뉴스
- 구글 오퍼즈 : 소셜 커머스
- 오르컷 : 소셜 네트워크 서비스
- 구글플러스 : 소셜 네트워크 서비스
- 피카사 웹 앨범
- Product Search
- 구글 리더
- 구글 지갑 : 미국에서 NFC를 사용할 수 있다.
- 구글 세상보기

### 모바일 애플리케이션
- 북스
- Gmail
- 고글스
- 리슨
- 지도
- 구글 뮤직
- 리더
- Shopper
- 스카이 맵
- 구글 싱크
- 토크
- 번역
- 구글 보이스 앱
- 인유예 (중국 한정) : 음악 서비스
- 유튜브
- 유튜브 리모트
- 구글 나우 : 안드로이드 4.1 젤리빈부터 제공하는 사용자 맞춤 프로그램

## 하드웨어

### 제품군
- 구글 넥서스
- 구글 픽셀
- 구글 네스트
- 크롬캐스트
- 핏비트
- 구글 글래스
- 구글 스테이디어
- 잼보드

### 모델
- 구글 미니
- 모토로라 모빌리티 : 구글이 인수한 기업
- 넥서스 원
- 넥서스 S
- 갤럭시 넥서스
- 넥서스 7
- 넥서스 4
- 넥서스 5
- 넥서스 10
- 픽셀
- 픽셀 XL
- 픽셀 2
- 픽셀 2 XL
- 픽셀 3
- 픽셀 3 XL
- 픽셀 3a
- 픽셀 3a XL
- 픽셀 4
- 픽셀 4 XL
- 픽셀 4a
- 픽셀 4a 5G
- 픽셀 5
- 픽셀 5a
- 픽셀 6
- 픽셀 6 프로
- 픽셀 6a
- 픽셀 7
- 픽셀 7 프로
- 픽셀 워치
- 픽셀 태블릿
- 데이드림 (Daydream) 보관됨 2016-08-04 - 웨이백 머신

## 서비스
- Google Crisis Response
- 구글 파이버 : 캔자스시티 (미주리주), 캔자스시티 (캔자스주), 올레이스 (캔자스주), 오스틴 (텍사스주), 프로보 (유타주)에서 추진하는 광대역 인터넷, TV 사업이다.
- 구글 퍼블릭 DNS : 구글의 DNS 서버, IP주소는 8.8.8.8이다.

## 종료된 서비스
- 구글 체크아웃 : 지갑으로 통합
- 애드박
- 구글 앤서즈
- Audio Ads
- 구글 베이스
- 블로거 웹 코멘트
- 구글 문서도구 : 구글 드라이브로 통합
- 구글 브라우저 싱크 (파이어폭스) : 모질라 파이어폭스의 다른 설치본에 사용하거나 백업하기 위한 브라우저 설정 저장, 구글 브라우저 싱크 확장은 더 이상 개발하지 않는다. 파이어폭스2버전은 2008년까지 지원하고, 3용 버전부터는 개발하지 않았다.
- 구글 버즈 : 소셜 네트워크 서비스
- 카탈로그
- 시티 투어
- 애드워즈 중 구글 클릭 투 콜
- 구글 코드 검색
- 대시보드 위젯 for 맥
- 데스크바
- 데스크톱 : 데스크톱 내부의 전자 우편, 문서, 음악, 사진, 대화 내용, 인터넷 기록, 기타 파일들을 인덱싱하여 검색할 수 있다. 구글 가젯을 설치할 수 있게 해 준다.
- 구글 사전
- 닷지볼
- 구글 패스트 플립
- 프리 서치
- 구글 데스크톱
- 구글 헬스
- 기어스
- GOOG-411
- 헬로우
- 구글 이미지 레이블러
- 구글 실험실
- 자이쿠
- 조가 보니토
- 구글 라이브리
- 놀
- 로컬
- 매쉬업 에디터
- MK-14
- 구글 트렌드 중 구글 뮤직 트렌드
- 노트북
- 구글 팩
- Google Page Creator
- 개인화 검색
- 사진 스크린세이버
- 구글 파워미터
- 공공 서비스 검색
- Real Estate
- Rebang (중국 한정)
- Related Links
- 구글 맵 중 구글 라이드 파인더
- 사이드매쉬
- 구글 서치위키
- 샌드 투 폰
- 구글 셋트
- Shared Stuff
- 구글 사이드 위키
- slide.com
- 스프레드시트
- 스퀘어드
- 대학교 검색
- 미국 정부 검색
- 비디오 플레이어
- 구글 비디오 마켓플레이스
- 보이스 서치
- 구글 웹 액설레이터 : 웹 페이지를 미리 압축된 캐시로 받아서 저속의 회선에서도 웹 페이지 로딩 속도를 빠르게 만들어준다. 현재는 서비스하지 않음.
- 라이틀리 : 구글 문서도구 전신
- 구글 X
- 구글 피드버너 베타
- 피크닉
- 구글 웨이브
- 아이구글 : 2013년 11월 1일 종료
- 구글 리더
- 구글 맵 메이커 : 2017년 3월 31일 종료

## 같이 보기
- 구글의 개요
- 구글의 역사
- 구글이 인수한 기업 목록
- X 디벨롭먼트
- Google.org